# Albert Dunbar Wedemeyer
Pour les articles homonymes, voir Wedemeyer.
Albert Dunbar Wedemeyer, appelé aussi Albert D. Wedemeyer ou Albert Wedemeyer, né le 4 février 1926 à Washington (district de Columbia), mort le 5 mai 2006 à Vienna en Virginie, est un officier américain de la direction des opérations de la CIA ayant le grade de  capitaine dans l'United States Army.

## Biographie
Aîné des deux fils d'Albert Coady Wedemeyer, un célèbre général américain de la Seconde Guerre mondiale et du début de la guerre froide (pont aérien de Berlin), il rentre à l'académie militaire de West Point en 1946.
Il sert trois ans dans les forces d'occupation de l'US Army en Allemagne de l'Ouest puis il participe à la guerre de Corée dans le 17e régiment d'infanterie où il reçoit le Combat Infantryman Badge, la Silver Star et la Bronze Star.
Entrant à la CIA en 1958, il travaille au Venezuela puis au Chili ; il a été en poste au Panama dans les années 1970 puis a chef de poste de la CIA à Mexico de 1982 à 1985. Il a pris sa retraite en 1986.
Membre de l'Église épiscopale des États-Unis, marié à Dorothy Davenport, il aura trois enfants. Sa femme meurt en 1992 après 39 ans de mariage. Il se remarie avec une prénommée Irma en 1996.
Il meurt en 2006 d'une leucémie dans sa maison de Vienna en Virginie et fut inhumé au cimetière national d'Arlington.